# Cep (powiat Jindřichův Hradec)
Cep – wieś i gmina w Czechach, w powiecie Jindřichův Hradec, w kraju południowoczeskim.
1 stycznia 2017 gminę zamieszkiwały 193 osoby, a ich średni wiek wynosił 42,8 roku.